# 上海商業儲蓄銀行

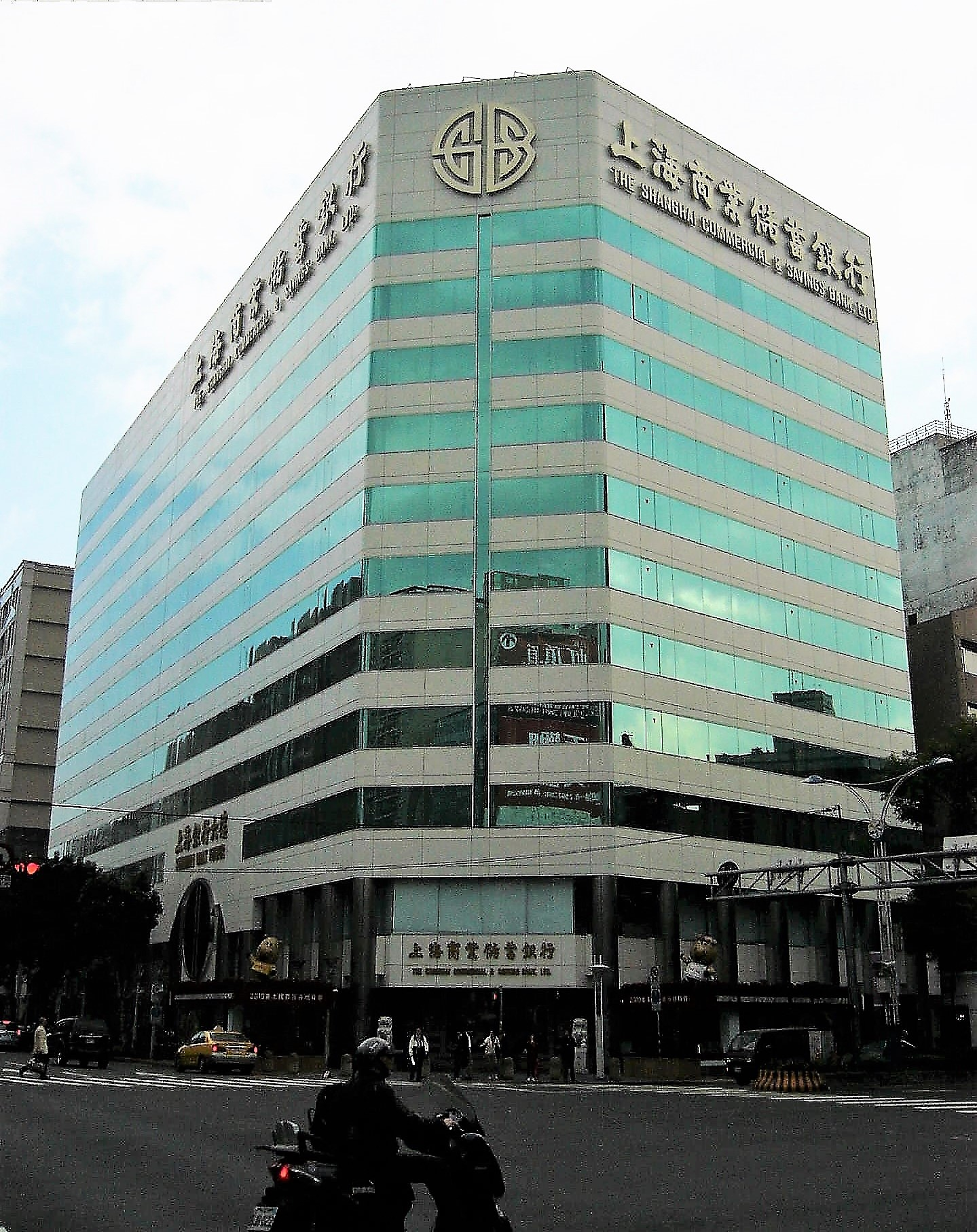
重建前的上銀總行大樓（2010年）

上海商業儲蓄銀行，簡稱上海銀行、上海商銀，是現今臺灣的一家大型商业银行，1915年創立於上海，曾為中華民國大陸時期的「南三行」之一，也是唯一遷台並持續經營至今者。
1915年創立於上海，於1950年改組香港分行，並向港府註冊；1954年在臺灣設置總管理處重新註冊登記，1965年正式復業。
現今上海商業儲蓄銀行的海外分行設於香港（半島酒店）、江苏省无锡市、越南同奈省边和市、北寧省北寧市、新加坡、泰国曼谷、柬埔寨金边以及印尼雅加達。

## 簡介

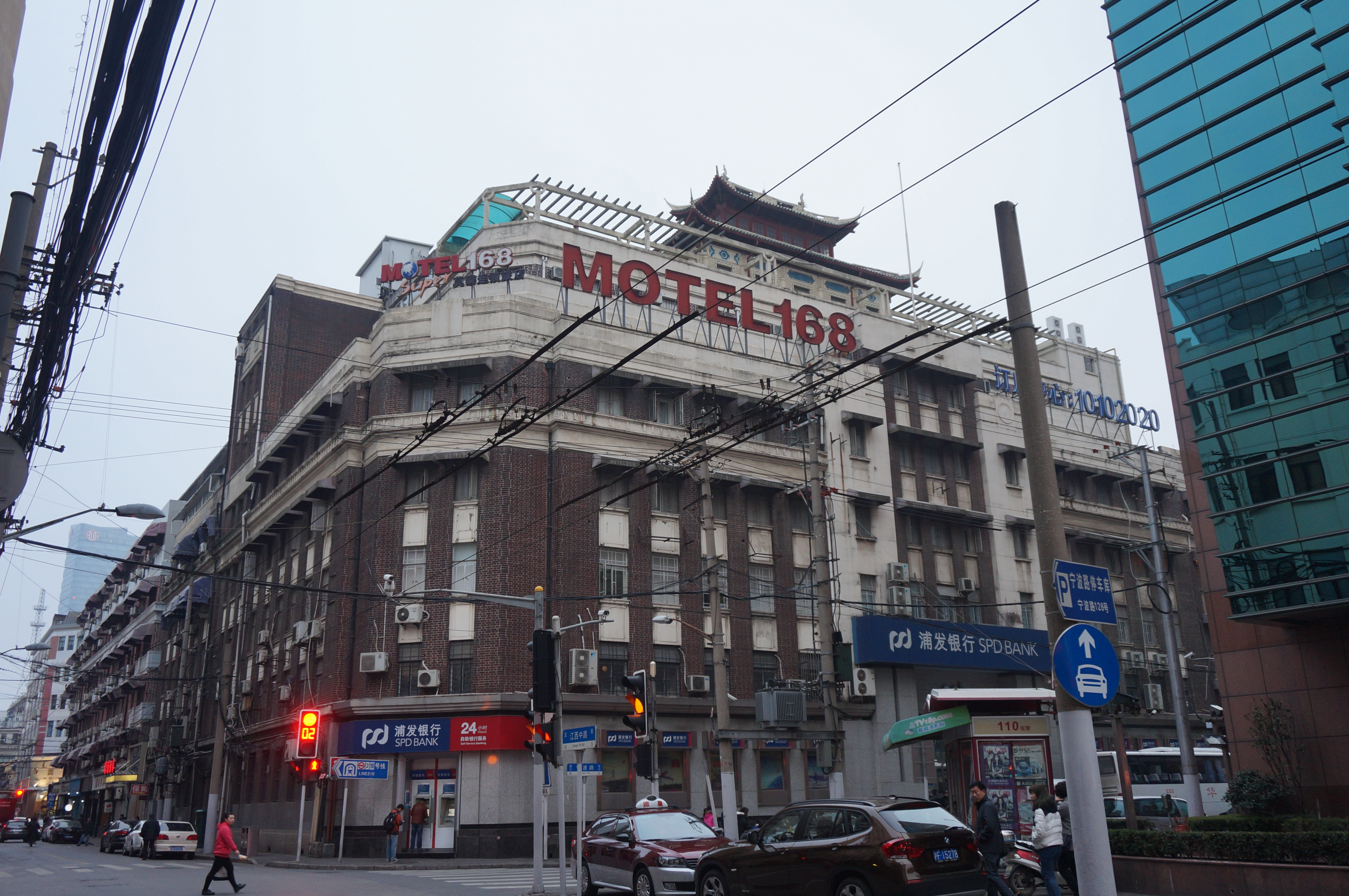
1931年落成的上海商業儲蓄銀行大樓舊址

1915年6月2日，上海商業储蓄银行在上海市寧波路9號創立，由莊得之、陳光甫、李馥荪、王曉賚等人創辦。總行設在上海，最初資本額為10萬元，實收資本額8萬多元，是一家规模很小的银行，时人称为“小小银行”。第一届董事会推定莊得之为總董事（後改稱為董事長），陳光甫為總經理。業務以「服務社會、輔助工商實業、發展國際貿易」為宗旨，强調走入社會、接近工商、以服務取勝。
1923年，仿效美國運通設置「旅行部」。
1927年，上海銀行旅行部分拆成立中國旅行社，成為上海商銀的子公司。抗戰期間，為躲避戰火繼續營業，上海銀行總行先南遷英屬香港，日軍攻陷香港後再遷重慶市，抗戰勝利後遷回上海。
1949年，國共內戰後，中華民國政府遷台。同年12月美國政府凍結上海銀行資產，十二月底上海銀行將香港分行以上海商業銀行之名在英屬香港註冊，脫離本行；惟仍以特殊的控制股東身份，持有香港上銀57.6%的流通股票（香港上銀則持有中國大陸上海銀行3%的股票）。
1954年，上海商銀於台北市仁愛路二段設立總管理處。
1964年6月29日，經中華民國財政部核准復業。
1965年6月16日，在台北市正式復業，成為唯一自中國大陸遷台復業的民營銀行。上海商銀在台復業初期，總行設於台北市館前路，經營作風保守，至1982年時僅有營業部、國外部、儲蓄部、高雄分行、城中分行等5處營業據點。

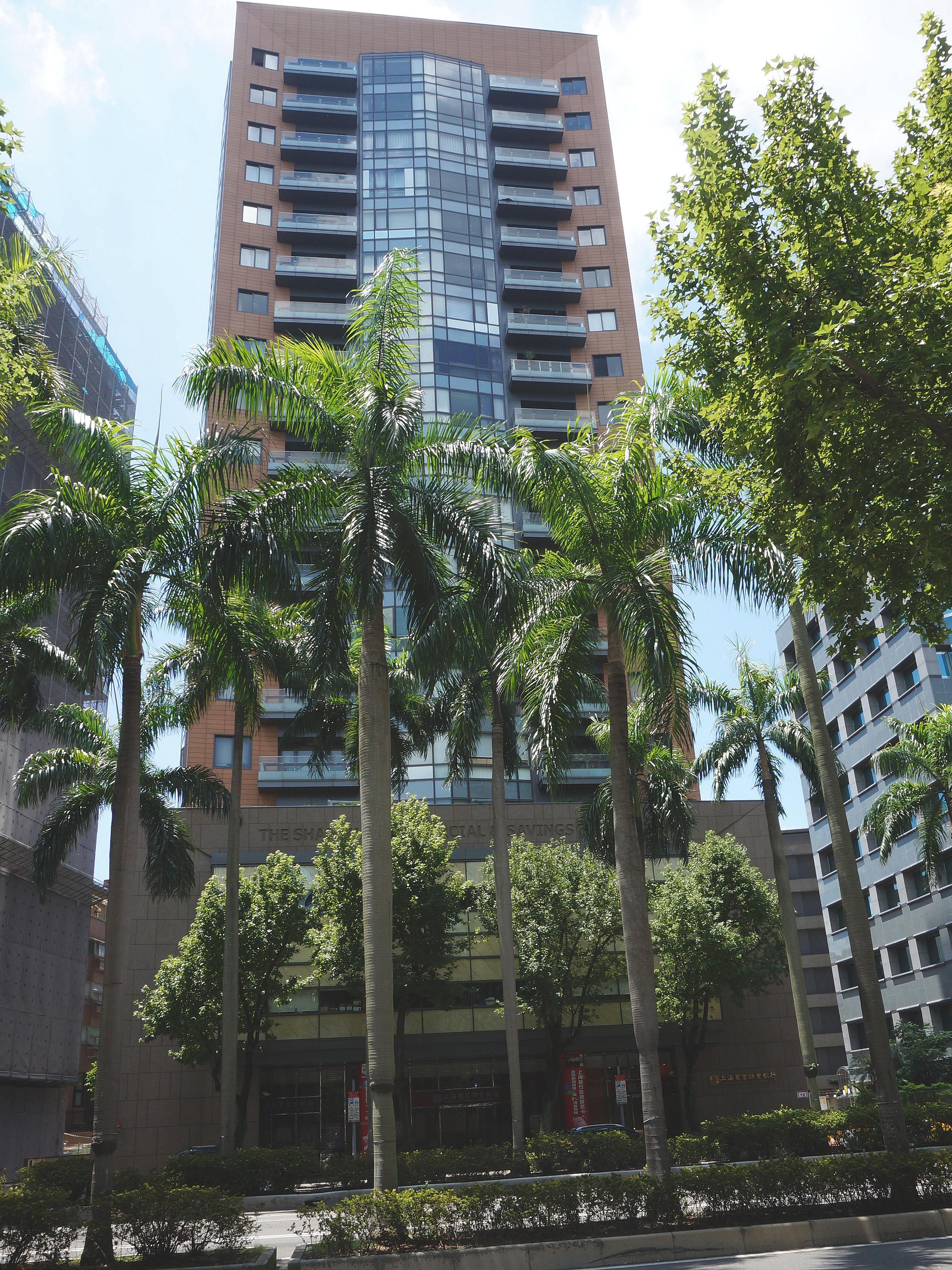
上海銀行仁愛大廈

1980年10月，上海商銀原總管理處拆除改建的總行大樓啟用，地上7層。
1989年，上海商銀購入臺北市民權東路一段美琪大飯店。1991年1月3日，上海商銀總行遷往美琪大飯店，美琪大飯店改為「上海銀行大樓」，原總行大樓改設仁愛分行。
2007年1月，上海商銀原總行大樓拆除改建「上海銀行仁愛大廈」，姚仁喜設計，地上19層、地下5層。2009年，上海銀行仁愛大廈落成。
2005年，上海商銀推出以粉紅色小豬為造型的吉祥物「Pukii」，是台灣第一個推出吉祥物的銀行（保險業則由台灣人壽的台灣阿龍首開先例）。
2014年9月25日，上海商銀於中華民國證券櫃檯買賣中心以參考價每股新臺幣40元登錄興櫃。
2015年6月16日，上海商業儲蓄銀行慶祝創業100周年，於台北文華東方酒店舉行感恩酒會。
2018年10月19日，上海商業儲蓄銀行於台灣證券交易所進行首次公開發行，單日上漲14.31%，終場收在新台幣36.9元，為台灣2018年市值最大的新上市公司。
2019年11月25日，上海商業儲蓄銀行總行暫時遷移至臺北市民生東路二段149號（現為總行儲蓄部）。
2020年1月，原上海銀行大樓拆除。同年6月12日新總行大樓開工動土典禮，2024年6月啟用。

## 外部連結
- 上海商業儲蓄銀行（页面存档备份，存于）
- 發展沿革暨得獎紀錄[]
- 上海商業儲蓄銀行Pukii粉絲團的Facebook專頁